# Comté de la chaîne Macedon
Le comté de la chaîne Macedon est une zone d'administration locale dans le centre du Victoria en Australie, au nord-ouest de Melbourne.
Il résulte de la fusion en 1994 des anciens comtés de Kyneton, Romsey, Gisborne et Newham & Woodend.
Le comté comprend les villes de Gisborne, Kyneton, Lancefield, Macedon, Malmsbury, Mount Macedon, Riddells Creek, New Gisborne, Romsey et Woodend.